# Ичо Доганов
Христо (Ичо) Доганов или Дуган е български общественик от Македония.

## Биография
Роден е в град Гевгели, тогава в Османската империя, днес в Северна Македония. През май 1878 година заедно с Георги Баялцалиев от името на Гевгелийската българска община подписва Мемоара на българските църковно-училищни общини в Македония, с който се иска присъединяване на Македония към новообразуващата се българска държава. След Руско-турската война отново е член на Гевгелийската община. Избран е за неин член през март 1882 година.